# Кладбище жертв фашизма (Шверин)
Кладбище жертв фашизма (нем. Friedhof der Opfer des Faschismus) — мемориальное кладбище в г. Шверин, Мекленбург-Передняя Померания, Германия в память о солдатах и офицерах Советской армии, павших в боях с фашистами за Померанию, советских военнопленных, жертв принудительного труда, заключённых концлагеря Веббелин.

## История
Первые захоронения умерших возникли в 1943—1945 годах. Неизвестные жертвы, в основном, были советскими военнопленными, жертвами принудительного труда, которые сначала были похоронены на старом кладбище, а затем перезахоронены на сегодняшнем кладбище жертв фашизма. Этот район серьёзно пострадал в результате бомбардировки Шверина 7 апреля 1945 года. 8 мая 1945 года здесь были захоронены тела 74 узников концлагеря Веббелин. С июля 1945 года это место использовалось как военное кладбище. 21 октября 1945 года на нём состоялся первый митинг в День жертв фашизма.
На рубеже 1945—1946 годов кладбище было официально названо «Кладбищем жертв фашизма». Всего на кладбище похоронены 1504 жертвы, из них 755 погибших во время боевых действий, из них — 723 в индивидуальных могилах, остальные в четырёх братских могилах.
С 1953 года в центре кладбища были похоронены ещё 397 человек, среди них лица, ранее преследовавшиеся нацистским режимом, деятели коммунистического и социал-демократического рабочего движения, а также участники гражданской войны в Испании.
Над входом на кладбище помещены слова «Слава Советской Армии».

## Галерея

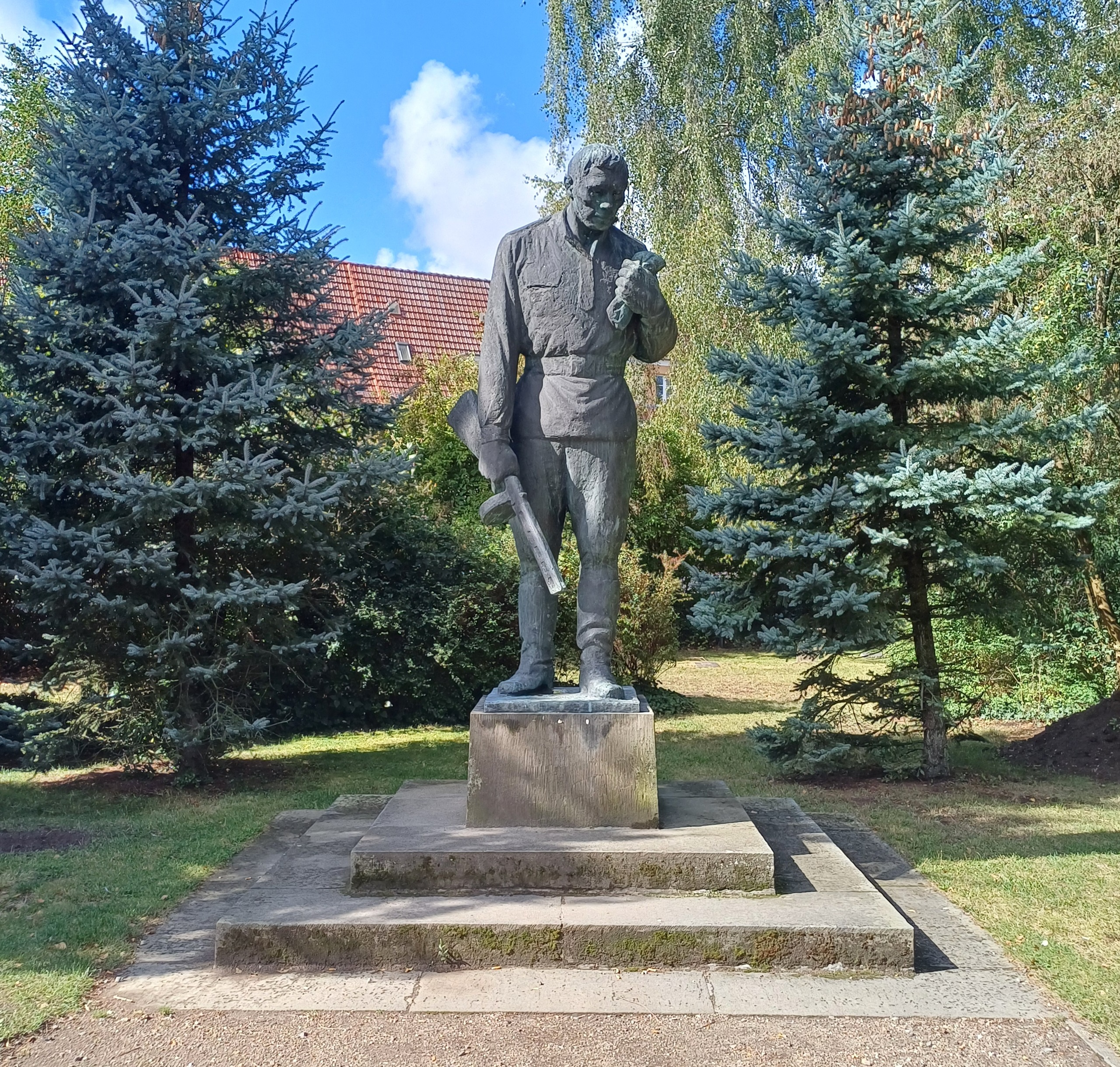
Памятник советского воина на кладбище
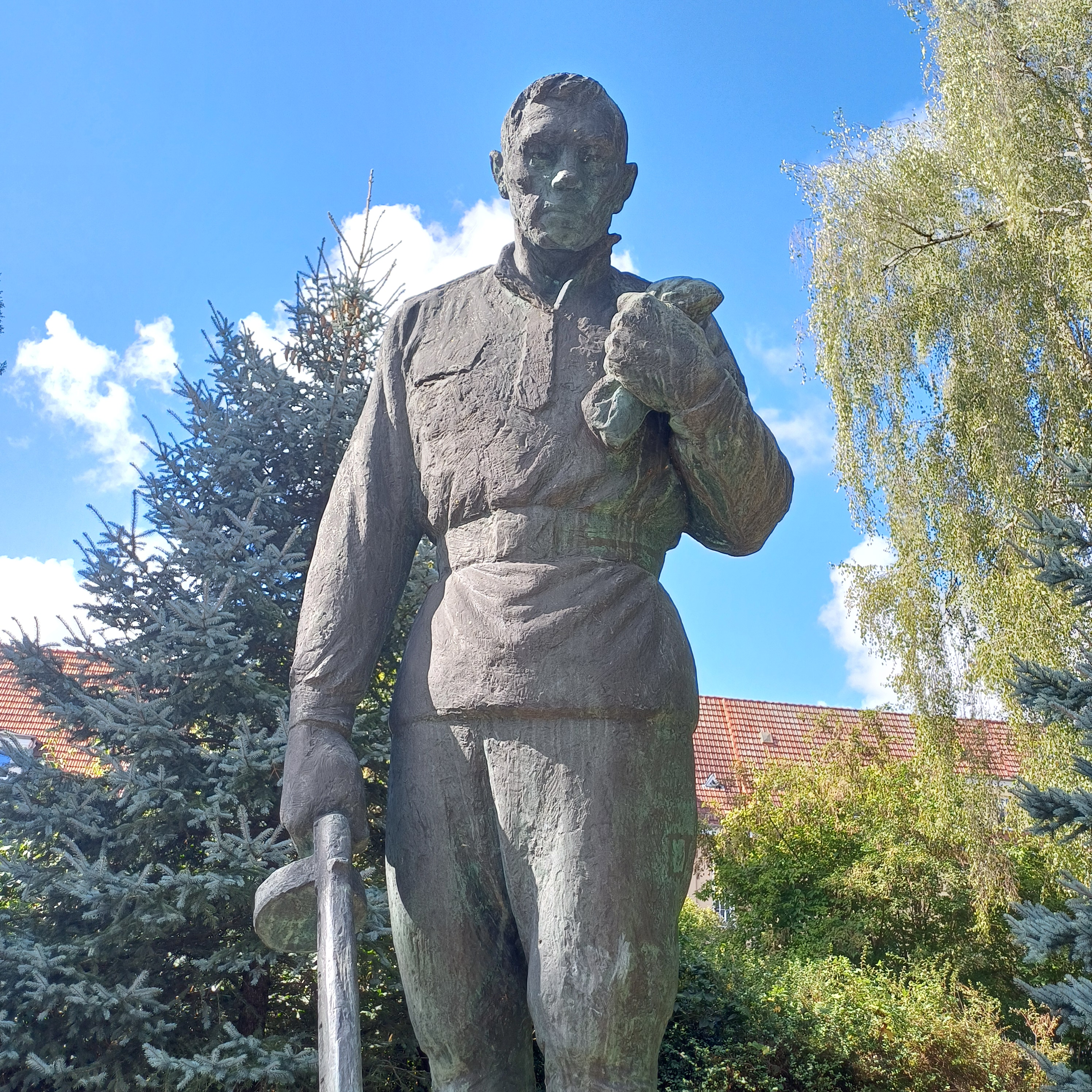
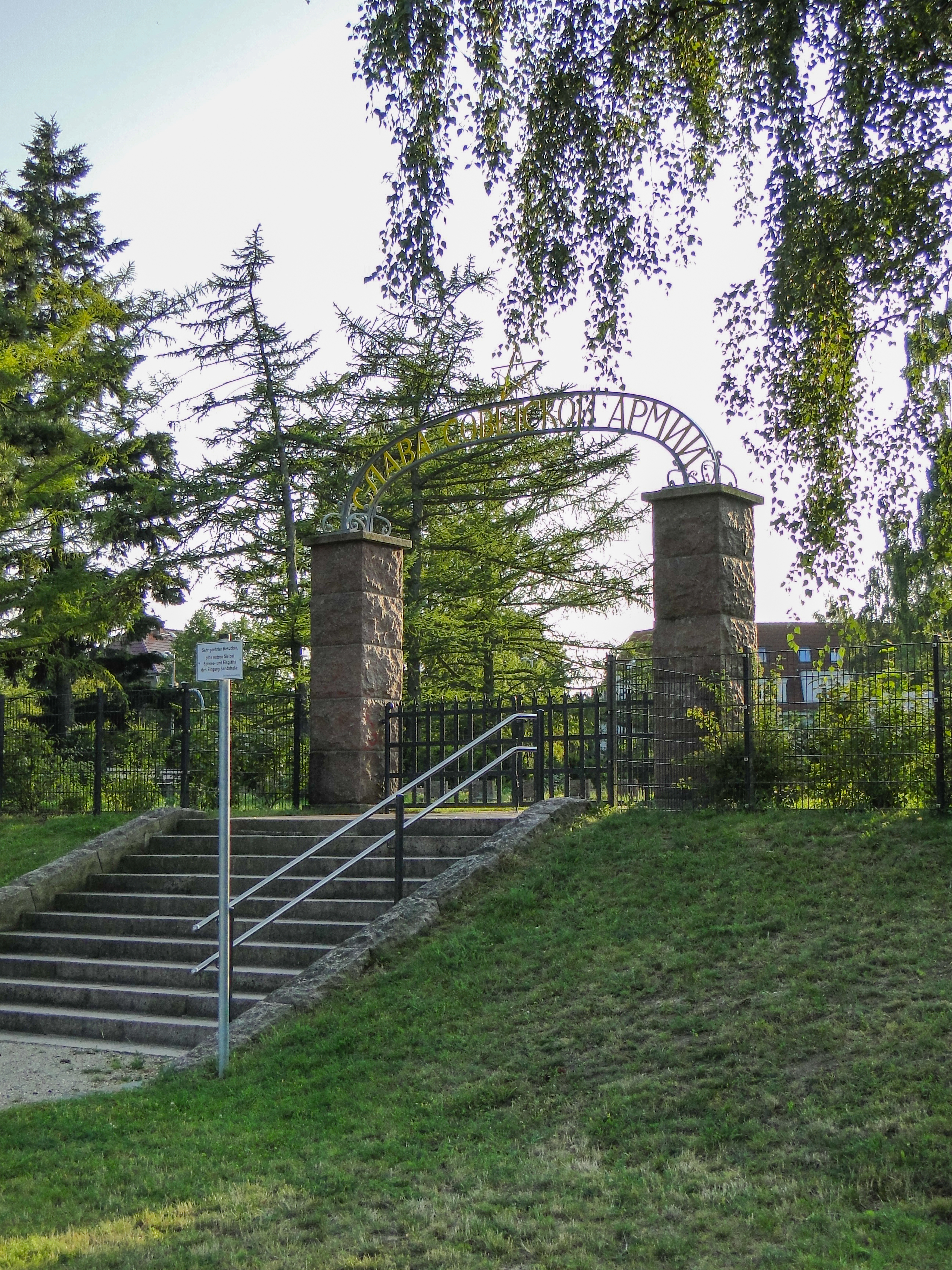
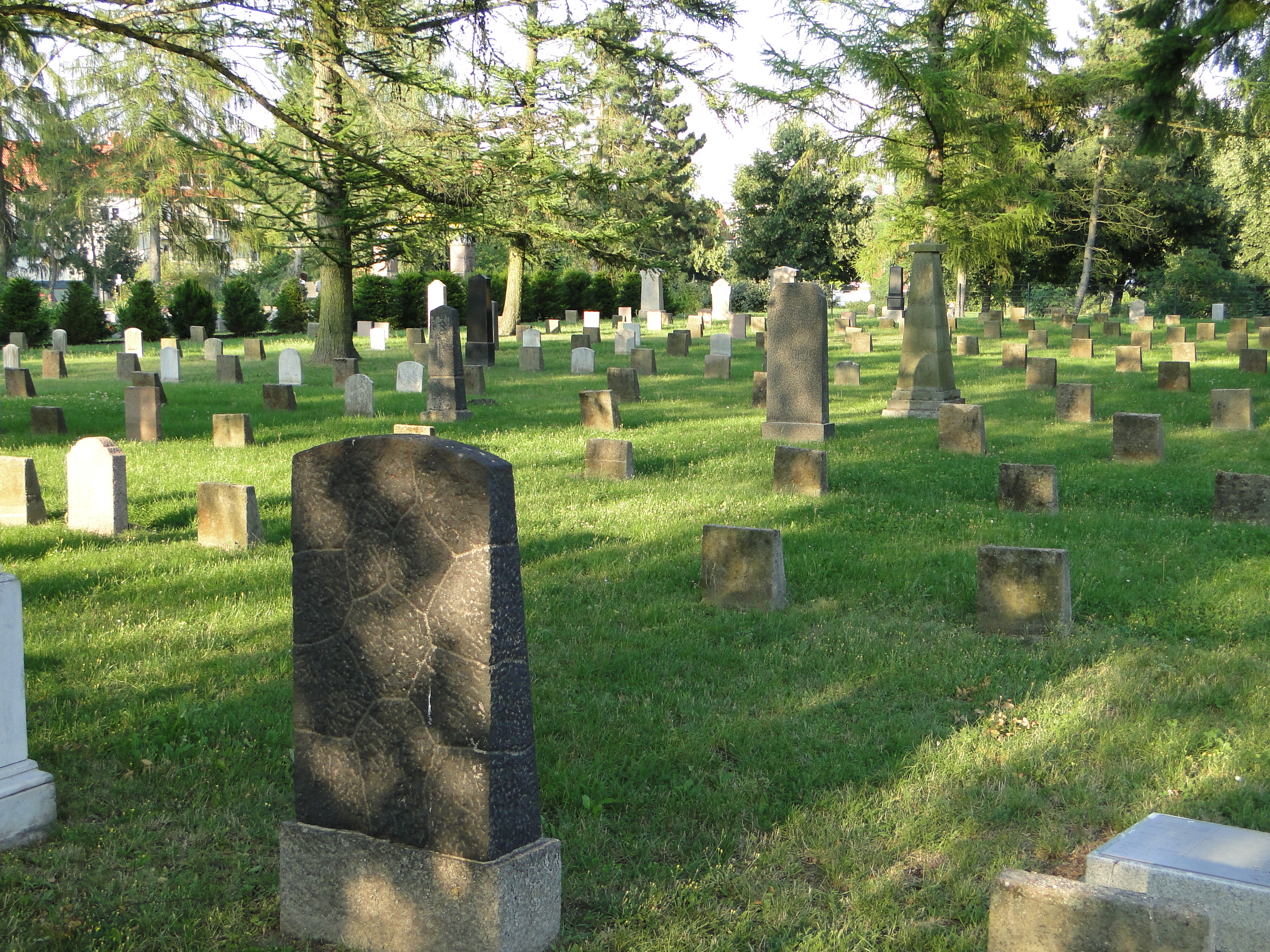
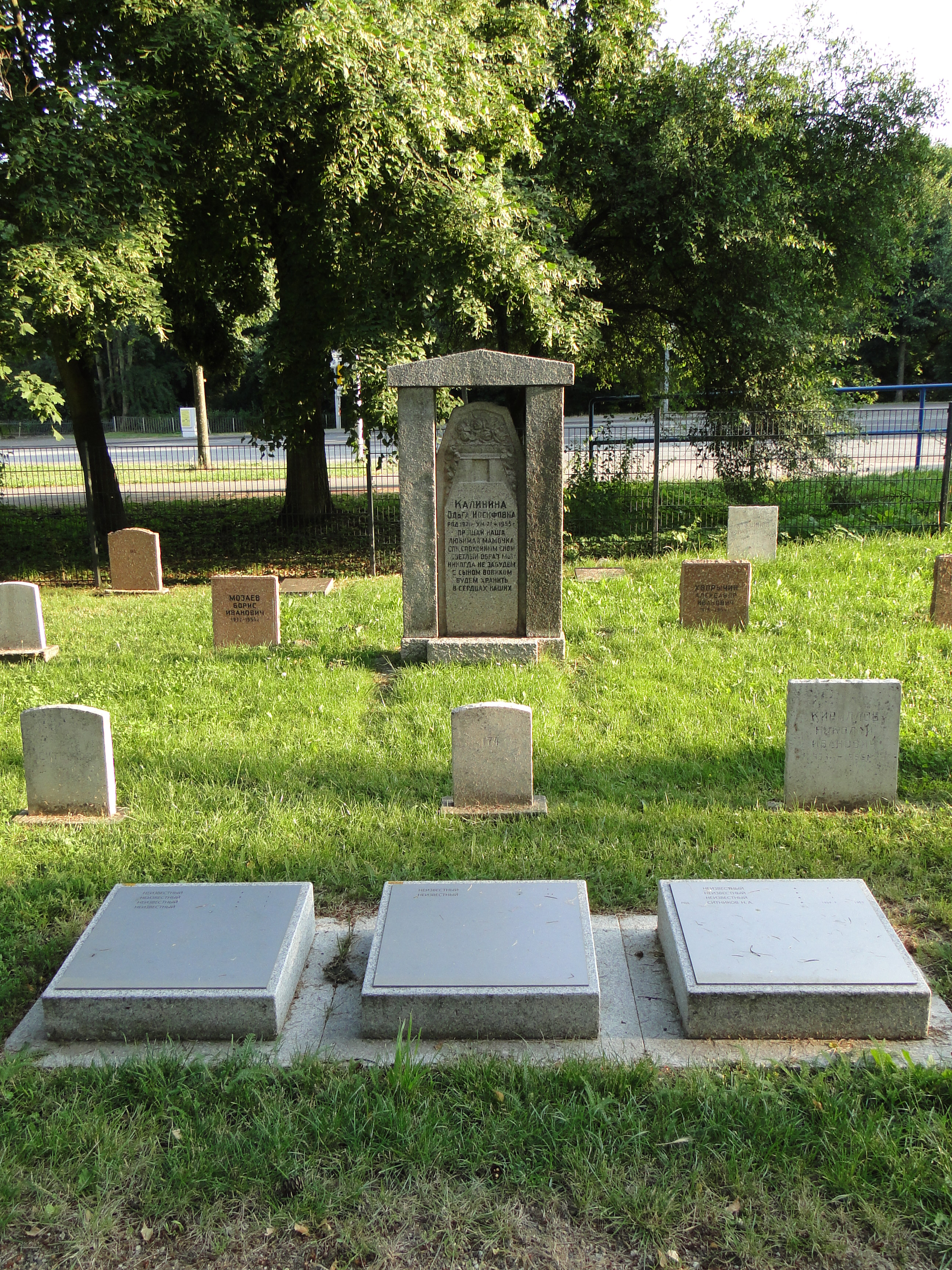
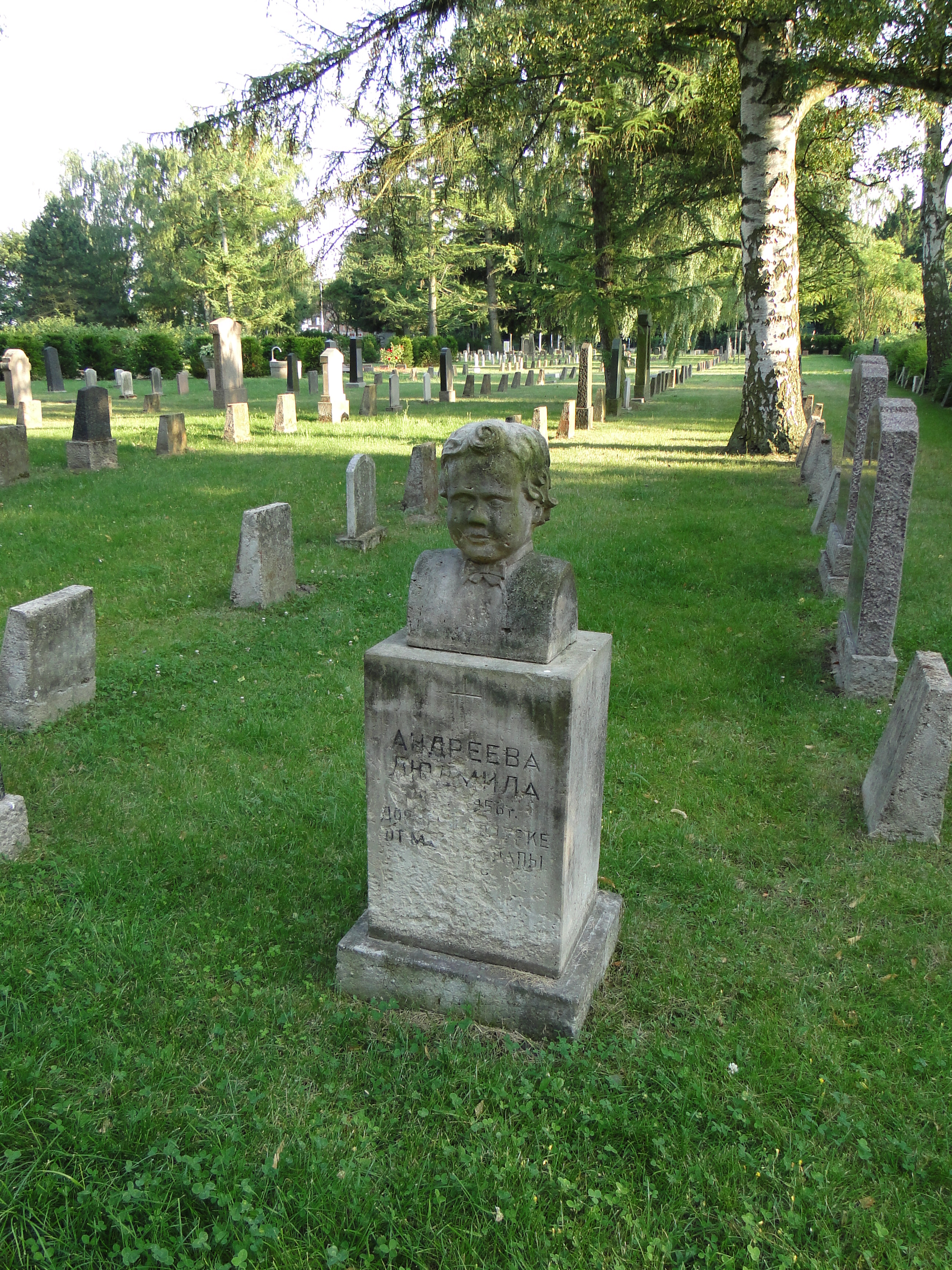
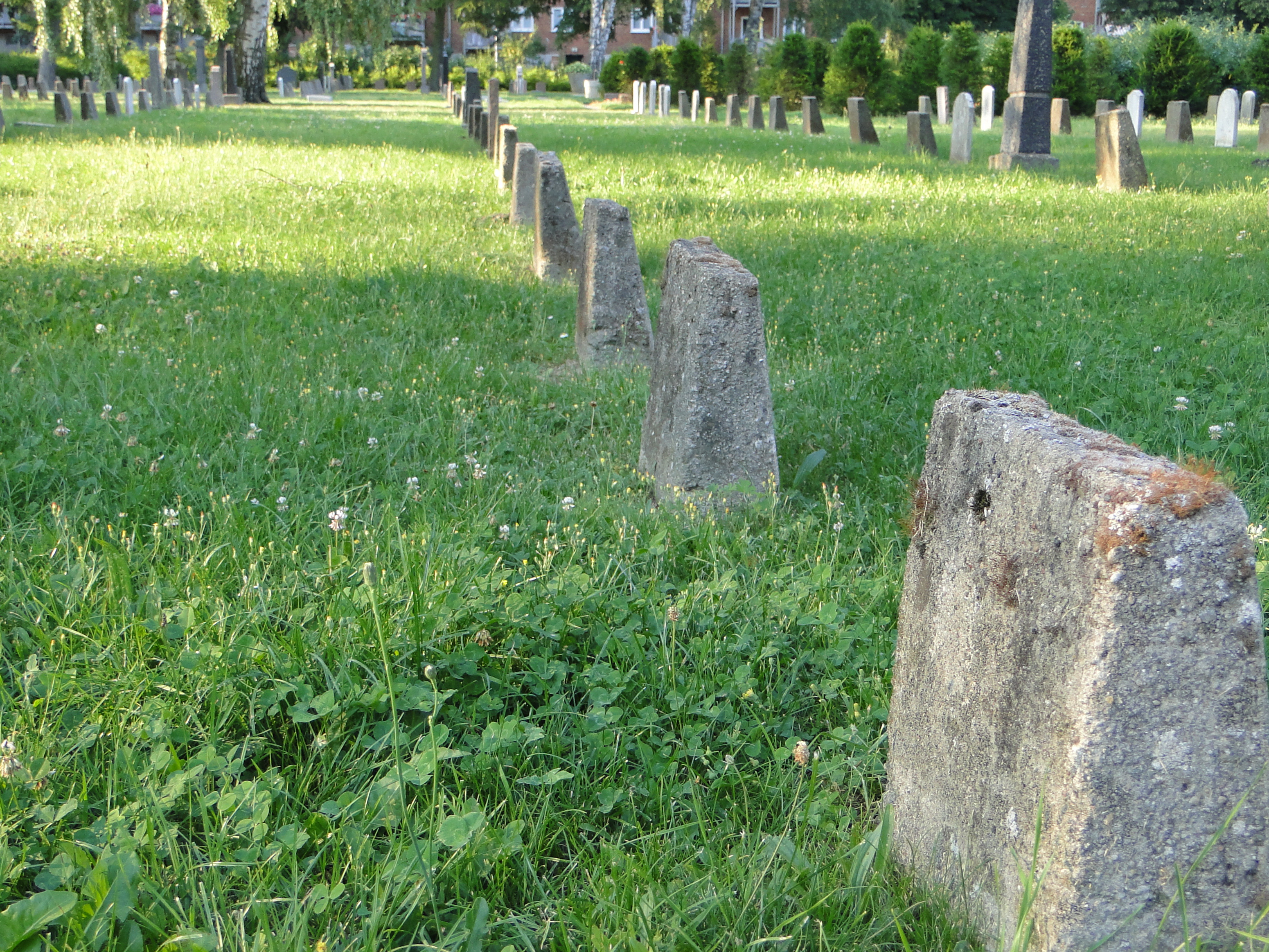
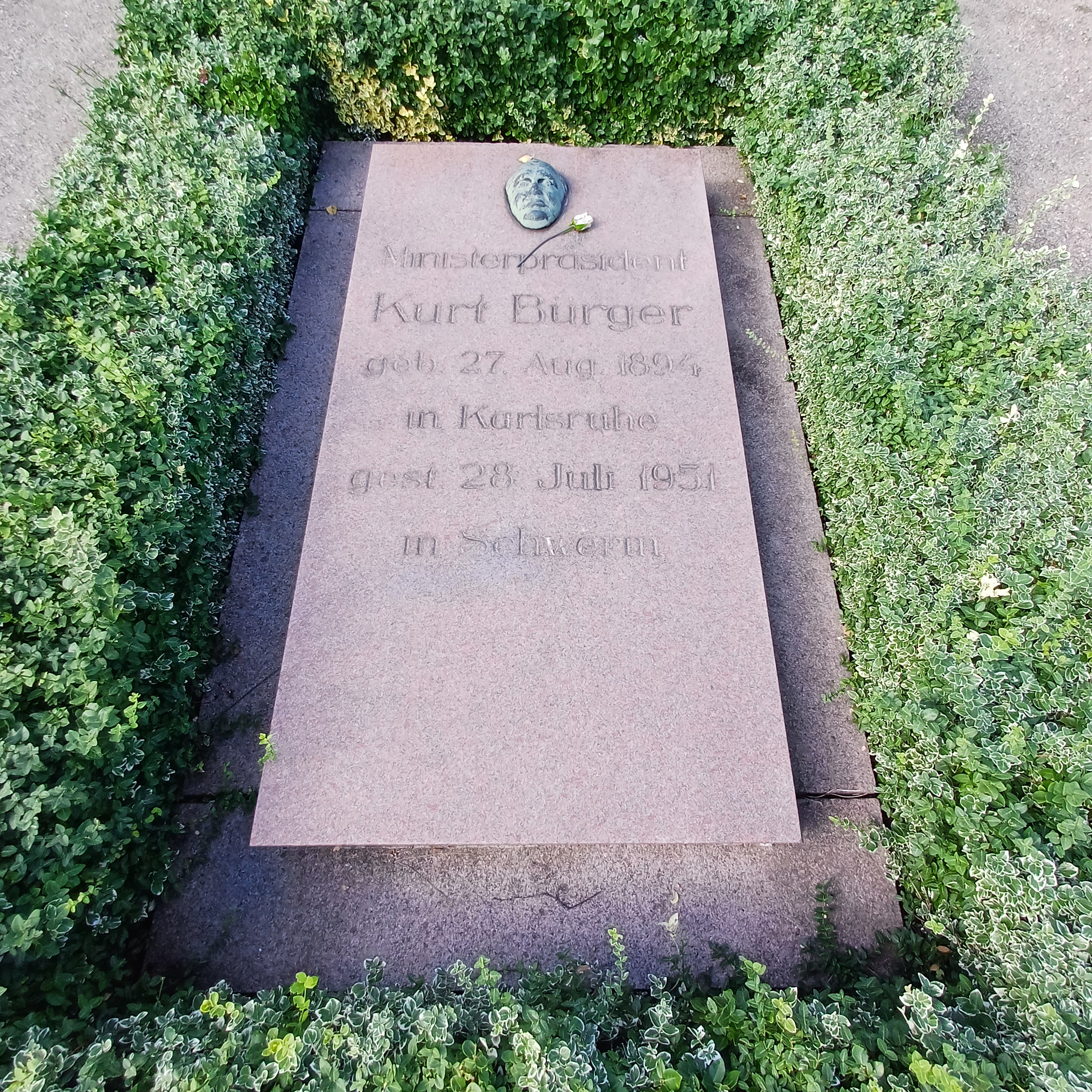
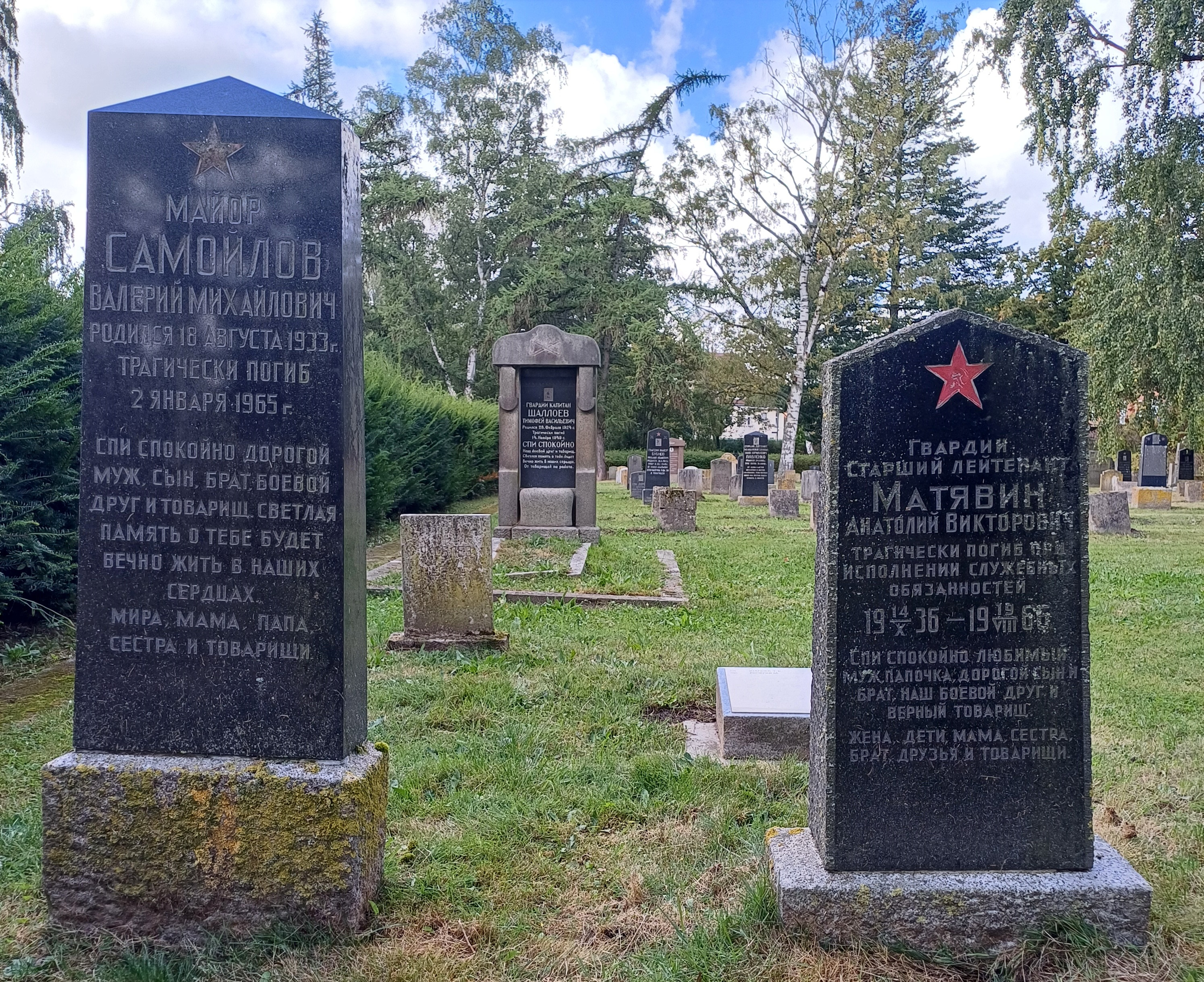
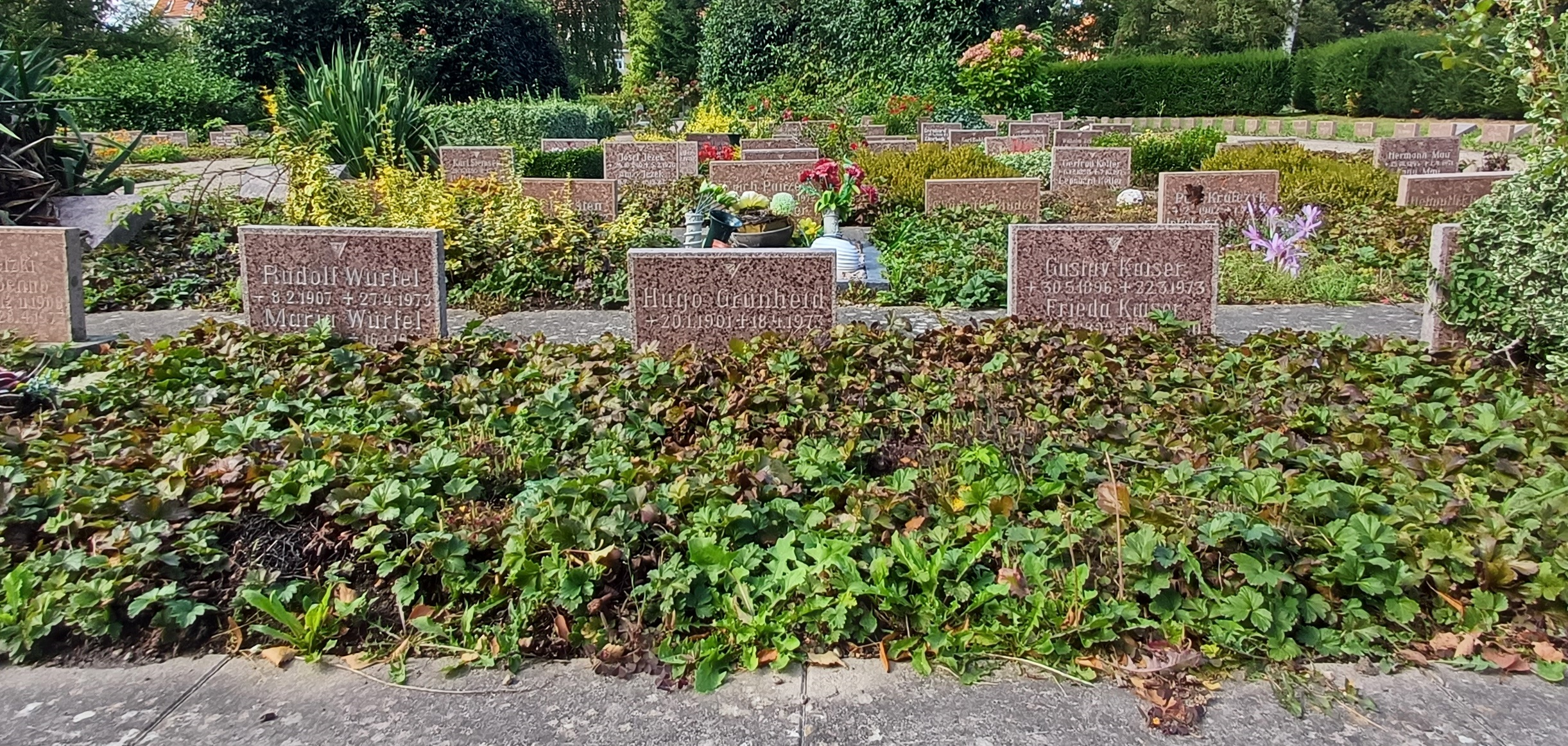
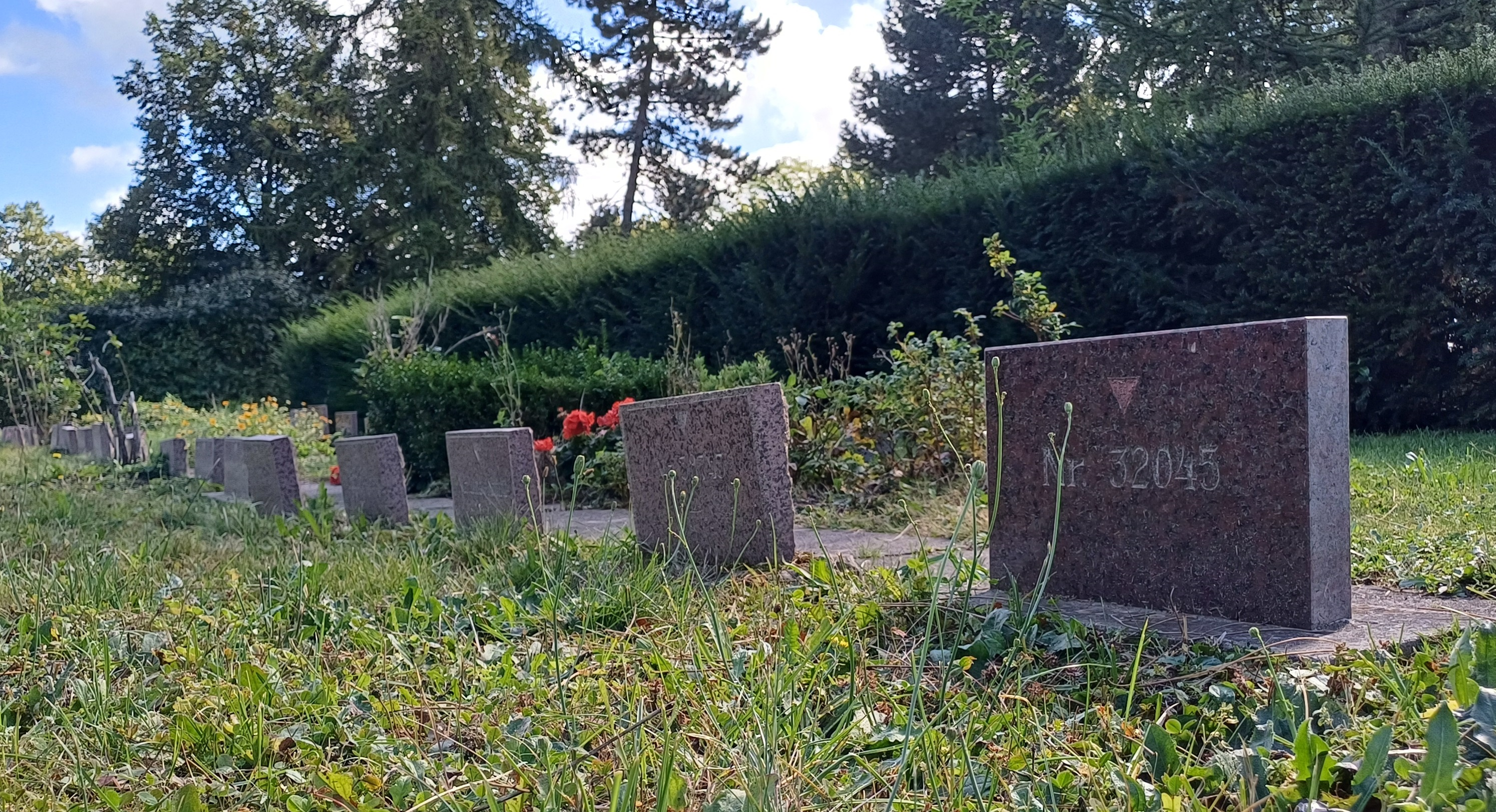